# Szwajcaria na Letnich Igrzyskach Olimpijskich 2016
Szwajcarię na Letnich Igrzyskach Olimpijskich 2016 reprezentowało 104 zawodników : 59 mężczyzn i 45 kobiet. Był to dwudziesty szósty start reprezentacji Szwajcarii na letnich igrzyskach olimpijskich.

## Zdobyte medale
| Medal  | Zawodnik                                               | Dyscyplina        | Konkurencja                                | Rezultat                                               | Data        |
| ------ | ------------------------------------------------------ | ----------------- | ------------------------------------------ | ------------------------------------------------------ | ----------- |
| Złoto  | Fabian Cancellara                                      | Kolarstwo         | jazda indywidualna na czas mężczyzn        | 1:12:15                                                | 10 sierpnia |
| Złoto  | Simon Niepmann, Lucas Tramer, Mario Gyr, Simon Schürch | Wioślarstwo       | Czwórka bez sternika wagi lekkiej mężczyzn | 6:20,51                                                | 11 sierpnia |
| Złoto  | Nino Schurter                                          | Kolarstwo górskie | mężczyźni                                  | 1:33:28                                                | 21 sierpnia |
| Srebro | Timea Bacsinszky, Martina Hingis                       | Tenis ziemny      | gra podwójna kobiet                        | W finale uległy parze rosyjskiej Makarowa/Wiesnina 0:2 | 14 sierpnia |
| Srebro | Nicola Spirig                                          | Triathlon         | kobiety                                    | 1:56:56                                                | 20 sierpnia |
| Brąz   | Heidi Diethelm Gerber                                  | Strzelectwo       | pistolet dowolny kobiet                    |                                                        | 9 sierpnia  |
| Brąz   | Giulia Steingruber                                     | Gimnastyka        | skok kobiet                                | 15,216 pkt                                             | 14 sierpnia |

## Skład kadry

### Badminton
| Zawodnik       | Konkurencja        | Faza grupowa              | Faza grupowa              | Faza grupowa     | Pozycja | 1/8              | Ćwierćfinały     | Półfinały        | Finał            | Finał   | Źródło |
| Zawodnik       | Konkurencja        | Przeciwnik Wynik          | Przeciwnik Wynik          | Przeciwnik Wynik | Pozycja | Przeciwnik Wynik | Przeciwnik Wynik | Przeciwnik Wynik | Przeciwnik Wynik | Pozycja | Źródło |
| -------------- | ------------------ | ------------------------- | ------------------------- | ---------------- | ------- | ---------------- | ---------------- | ---------------- | ---------------- | ------- | ------ |
| Sabrina Jaquet | gra pojedyncza (k) | Gilmour 0:2(17-21, 15-21) | Zecziri 0:2(17-21, 15-21) | N/A              | 3.      | NQ               | NQ               | NQ               | NQ               | 14.     | [ 1 ]  |

### Gimnastyka
Mężczyźni
| Zawodnik          | Konkurencja        | Kwalifikacje | Kwalifikacje | Kwalifikacje | Kwalifikacje | Kwalifikacje | Kwalifikacje | Kwalifikacje | Kwalifikacje | Finał    | Finał    | Finał    | Finał    | Finał    | Finał    | Finał | Finał   | Źródło |
| Zawodnik          | Konkurencja        | Przyrząd     | Przyrząd     | Przyrząd     | Przyrząd     | Przyrząd     | Przyrząd     | Razem        | Pozycja      | Przyrząd | Przyrząd | Przyrząd | Przyrząd | Przyrząd | Przyrząd | Razem | Pozycja | Źródło |
| Zawodnik          | Konkurencja        | F            | PH           | R            | V            | PB           | HB           | Razem        | Pozycja      | F        | PH       | R        | V        | PB       | HB       | Razem | Pozycja | Źródło |
| ----------------- | ------------------ | ------------ | ------------ | ------------ | ------------ | ------------ | ------------ | ------------ | ------------ | -------- | -------- | -------- | -------- | -------- | -------- | ----- | ------- | ------ |
| Christian Baumann | wielobój drużynowy | N/A          | 14,333       | 14,133       | N/A          | 14,933       | 13,700       | 57,099       | 61.          | NQ       | NQ       | NQ       | NQ       | NQ       | NQ       | NQ    | NQ      | [ 2 ]  |
| Pablo Brägger     | wielobój drużynowy | 14,500       | 13,933       | 14,033       | 13,800       | 14,833       | 15,100       | 86,199       | 21.          | NQ       | NQ       | NQ       | NQ       | NQ       | NQ       | NQ    | NQ      | [ 3 ]  |
| Benjamin Goschard | wielobój drużynowy | 15,066       | N/A          | N/A          | 14,300       | N/A          | N/A          | 29,366       | 78.          | NQ       | NQ       | NQ       | NQ       | NQ       | NQ       | NQ    | NQ      | [ 4 ]  |
| Oliver Hegi       | wielobój drużynowy | 13,966       | 14,066       | 14,200       | 14,500       | 14,333       | 13,366       | 84,431       | 30.          | NQ       | NQ       | NQ       | NQ       | NQ       | NQ       | NQ    | NQ      | [ 5 ]  |
| Eddy Yusof        | wielobój drużynowy | 15,033       | 14,133       | 14,533       | 15,200       | 13,300       | 13,166       | 85,365       | 25.          | NQ       | NQ       | NQ       | NQ       | NQ       | NQ       | NQ    | NQ      | [ 6 ]  |
| Razem             | wielobój drużynowy | 44,599       | 42,532       | 42,866       | 44,000       | 44,099       | 12,166       | 260,262      | 9.           | NQ       | NQ       | NQ       | NQ       | NQ       | NQ       | NQ    | NQ      | [ 7 ]  |

| Zawodnik      | Konkurencja            | Kwalifikacje | Kwalifikacje | Kwalifikacje | Kwalifikacje | Kwalifikacje | Kwalifikacje | Kwalifikacje | Kwalifikacje | Finał    | Finał    | Finał    | Finał    | Finał    | Finał    | Finał  | Finał   | Źródło |
| Zawodnik      | Konkurencja            | Przyrząd     | Przyrząd     | Przyrząd     | Przyrząd     | Przyrząd     | Przyrząd     | Razem        | Pozycja      | Przyrząd | Przyrząd | Przyrząd | Przyrząd | Przyrząd | Przyrząd | Razem  | Pozycja | Źródło |
| Zawodnik      | Konkurencja            | F            | PH           | R            | V            | PB           | HB           | Razem        | Pozycja      | F        | PH       | R        | V        | PB       | HB       | Razem  | Pozycja | Źródło |
| ------------- | ---------------------- | ------------ | ------------ | ------------ | ------------ | ------------ | ------------ | ------------ | ------------ | -------- | -------- | -------- | -------- | -------- | -------- | ------ | ------- | ------ |
| Pablo Brägger | wielobój indywidualnie | 14,500       | 13,933       | 14,033       | 13,800       | 14,833       | 15,100       | 86,199       | 21.          | 14,933   | 14,033   | 13,908   | 14,300   | 15,033   | 15,166   | 87,373 | 16.     | [ 3 ]  |
| Eddy Yusof    | wielobój indywidualnie | 15,033       | 14,133       | 14,533       | 15,200       | 13,300       | 13,166       | 85,365       | 25.          | 14,633   | 14,033   | 14,716   | 15,066   | 14,933   | 14,533   | 87,914 | 12.     | [ 6 ]  |

Kobiety
| Zawodniczka        | Konkurencja            | Kwalifikacje | Kwalifikacje | Kwalifikacje | Kwalifikacje | Kwalifikacje | Kwalifikacje | Finał     | Finał     | Finał     | Finał     | Finał  | Finał   | Źródło |
| Zawodniczka        | Konkurencja            | Przyrządy    | Przyrządy    | Przyrządy    | Przyrządy    | Razem        | Pozycja      | Przyrządy | Przyrządy | Przyrządy | Przyrządy | Razem  | Pozycja | Źródło |
| Zawodniczka        | Konkurencja            | V            | UB           | BB           | F            | Razem        | Pozycja      | V         | UB        | BB        | F         | Razem  | Pozycja | Źródło |
| ------------------ | ---------------------- | ------------ | ------------ | ------------ | ------------ | ------------ | ------------ | --------- | --------- | --------- | --------- | ------ | ------- | ------ |
| Giulia Steingruber | wielobój indywidualnie | 15,600       | 13,900       | 12,733       | 14,666       | 56,899       | 14.          | 15,366    | 13,800    | 13,666    | 14,733    | 57,565 | 10.     | [ 8 ]  |
| Giulia Steingruber | Ćwiczenia wolne        | N/A          | N/A          | N/A          | 14,666       | 14,666       | 5.           | N/A       | N/A       | N/A       | 11,800    | 11,800 | 8.      | [ 8 ]  |
| Giulia Steingruber | skoki                  | 15,266       | N/A          | N/A          | N/A          | 15,266       | 3.           | 15,216    | N/A       | N/A       | N/A       | 15,216 | brąz    | [ 8 ]  |

### Golf
| Zawodnik          | Konkurencja | Runda 1 | Runda 2 | Runda 3 | Runda 4 | Łącznie | Łącznie | Łącznie | Źródło |
| Zawodnik          | Konkurencja | Wynik   | Wynik   | Wynik   | Wynik   | Wynik   | Par     | Pozycja | Źródło |
| ----------------- | ----------- | ------- | ------- | ------- | ------- | ------- | ------- | ------- | ------ |
| Albane Valenzuela | kobiety     | 71      | 68      | 72      | 71      | 282     | - 2     | 21.     | [ 9 ]  |
| Fabienne In-Albon | kobiety     | 74      | 78      | 75      | 79      | 306     | + 22    | 57.     | [ 9 ]  |

### Jeździectwo
Ujeżdżenie
| Zawodnik               | Koń                      | Konkurencja | Grand Prix | Grand Prix | Grand Prix Special | Grand Prix Special | Finał | Finał | Źródło |
| Zawodnik               | Koń                      | Konkurencja | Wynik      | Poz.       | Wynik              | Poz.               | Wynik | Poz.  | Źródło |
| ---------------------- | ------------------------ | ----------- | ---------- | ---------- | ------------------ | ------------------ | ----- | ----- | ------ |
| Marcela Krinke-Susmelj | Ujeżdżenie indywidualnie | Molberg     | 72,700     | 24.        | 72,885             | 24.                | NQ    | NQ    | [ 10 ] |

Skoki przez przeszkody
| Zawodnik                                                 | Konkurencja         | Koń                 | Runda 1 | Runda 1 | Runda 2 | Runda 2 | Runda 2 | Runda 3 | Runda 3 | Runda 3 | Finał   | Finał   | Finał   | Finał   | Finał | Finał | Źródło |
| Zawodnik                                                 | Konkurencja         | Koń                 | Runda 1 | Runda 1 | Runda 2 | Runda 2 | Runda 2 | Runda 3 | Runda 3 | Runda 3 | Runda A | Runda A | Runda B | Runda B | Razem | Razem | Źródło |
| Zawodnik                                                 | Konkurencja         | Koń                 | Błędy   | Poz.    | Błędy   | Razem   | Poz.    | Błędy   | Razem   | Poz.    | Błędy   | Poz.    | Błędy   | Poz.    | Błędy | Poz.  | Źródło |
| -------------------------------------------------------- | ------------------- | ------------------- | ------- | ------- | ------- | ------- | ------- | ------- | ------- | ------- | ------- | ------- | ------- | ------- | ----- | ----- | ------ |
| Janika Sprunger                                          | Skoki indywidualnie | Bonne Chance CW     | 0       | 1.      | 8       | 8       | 30.     | 1       | 9       | 23.     | NQ      | NQ      | NQ      | NQ      | NQ    | NQ    | [ 10 ] |
| Steve Guerdat                                            | Skoki indywidualnie | Nino des Buissonets | 0       | 1.      | 8       | 8       | 30.     | 1       | 9       | 23.     | 0       | 1.      | 0       | 1.      | 4     | 4.    | [ 10 ] |
| Romain Duguet                                            | Skoki indywidualnie | Quorida de Treho    | 4       | 27.     | 0       | 4       | 15.     | 5       | 9       | 23.     | 12      | 32.     |         |         |       |       | [ 10 ] |
| Martin Fuchs                                             | Skoki indywidualnie | Clooney             | 4       | 27.     | 0       | 4       | 15.     | 5       | 9       | 23.     | 0       | 1.      | 4       | 9.      |       |       | [ 10 ] |
| Janika Sprunger Steve Guerdat Romain Duguet Martin Fuchs | Skoki drużynowo     | jak wyżej           | N/A     | N/A     | N/A     | N/A     | N/A     | N/A     | N/A     | N/A     | 4       | 3.      | 8       | 7.      | 15    | 6.    | [ 10 ] |

WKKW
| Zawodnik   | Konkurencja        | Koń           | Ujeżdżenie | Cross country | Skoki (runda kwalifikacyjna) | Razem  | Skoki (runda finałowa) | Finał | Pozycja | Źródło |
| ---------- | ------------------ | ------------- | ---------- | ------------- | ---------------------------- | ------ | ---------------------- | ----- | ------- | ------ |
| Felix Vogg | WKKW indywidualnie | Onfire        | 46,70      | DNF           | DNF                          | DNF    | DNF                    | DNF   | DNF     | [ 10 ] |
| Ben Vogg   | WKKW indywidualnie | Noe Des Vatys | 51,70      | 82,40         | 14,00                        | 148,10 | NQ                     | NQ    | 43.     | [ 10 ] |

### Judo
| Zawodnik           | Konkurencja      | 1/32             | 1/16               | 1/8                 | Ćwierćfinał      | Półfinał         | Repasaże         | Finał/ 3.miejsce | Finał/ 3.miejsce | Źródło |
| Zawodnik           | Konkurencja      | Przeciwnik Wynik | Przeciwnik Wynik   | Przeciwnik Wynik    | Przeciwnik Wynik | Przeciwnik Wynik | Przeciwnik Wynik | Przeciwnik Wynik | Pozycja          | Źródło |
| ------------------ | ---------------- | ---------------- | ------------------ | ------------------- | ---------------- | ---------------- | ---------------- | ---------------- | ---------------- | ------ |
| Ludovic Chammartin | - 60 kg mężczyzn | BYE              | Preciado W 002-010 | Urozboyev P 000-011 | NQ               | NQ               | NQ               | NQ               | NQ               | [ 12 ] |
| Ciril Grossklaus   | - 90 kg mężczyzn | BYE              | Iddire W 101-000   | NQ                  | NQ               | NQ               | NQ               | NQ               | NQ               | [ 13 ] |
| Evelyne Tschopp    | - 52 kg kobiet   | N/A              | Gneto W 100-000    | Kelmendi P 000-100  | NQ               | NQ               | NQ               | NQ               | NQ               | [ 14 ] |

### Kajakarstwo
Mężczyźni
| Zawodnik   | Konkurencja | Eliminacje | Eliminacje | Półfinały | Półfinały | Finał | Finał   | Pozycja | Źródło |
| Zawodnik   | Konkurencja | Czas       | Pozycja    | Czas      | Pozycja   | Czas  | Pozycja | Pozycja | Źródło |
| ---------- | ----------- | ---------- | ---------- | --------- | --------- | ----- | ------- | ------- | ------ |
| Fabio Wyss | K-1 1000m   | 3:41,985   | 7.         | NQ        | NQ        | NQ    | NQ      | NQ      | [ 15 ] |

### Kajakarstwo górskie
Mężczyźni
| Zawodnik                | Konkurencja | Eliminacje | Eliminacje | Eliminacje | Eliminacje | Eliminacje | Eliminacje | Półfinały | Półfinały | Finał  | Finał   | Pozycja | Źródło |
| Zawodnik                | Konkurencja | P 1        | M.         | P 2        | M.         | Razem      | M.         | Czas      | Miejsce   | Czas   | Miejsce | Pozycja | Źródło |
| ----------------------- | ----------- | ---------- | ---------- | ---------- | ---------- | ---------- | ---------- | --------- | --------- | ------ | ------- | ------- | ------ |
| Lukas Werro Simon Werro | C-2 (m)     | 158,47     | 11.        | 110,56     | 6.         | 110,56     | 9.         | 115,40    | 9.        | 111,52 | 9.      | 9.      | [ 16 ] |

### Kolarstwo

#### Kolarstwo szosowe
| Zawodnik              | Konkurencja                    | Czas    | Pozycja | Źródło |
| --------------------- | ------------------------------ | ------- | ------- | ------ |
| Sébastien Reichenbach | wyścig ze startu wspólnego (m) | 6:13:36 | 19.     | [ 17 ] |
| Michael Albasini      | wyścig ze startu wspólnego (m) | DNF     | DNF     | [ 17 ] |
| Steve Morabito        | wyścig ze startu wspólnego (m) | DNF     | DNF     | [ 17 ] |
| Fabian Cancellara     | wyścig ze startu wspólnego (m) | 6:21:54 | 34.     | [ 17 ] |
| Fabian Cancellara     | jazda indywidualna na czas (m) | 1:12:15 | złoto   |        |
| Jolanda Neff          | wyścig ze startu wspólnego (k) | 3:51:47 | 8.      | [ 18 ] |

#### Kolarstwo torowe
Omnium
| Zawodnik   | Konkurencja | Scratch | Scratch | Wyścig na dochodzenie | Wyścig na dochodzenie | Wyścig na dochodzenie | Wyścig eliminacyjny | Wyścig eliminacyjny | Wyścig na 500 m | Wyścig na 500 m | Wyścig na 500 m | Okrążenie start lotny | Okrążenie start lotny | Okrążenie start lotny | Wyścig punktowy | Wyścig punktowy | Suma punktów | Pozycja | Źródło |
| Zawodnik   | Konkurencja | Pozycja | Punkty  | Czas                  | Pozycja               | Punkty                | Pozycja             | Punkty              | Czas            | Pozycja         | Punkty          | Czas                  | Pozycja               | Punkty                | Punkty          | Pozycja         | Suma punktów | Pozycja | Źródło |
| ---------- | ----------- | ------- | ------- | --------------------- | --------------------- | --------------------- | ------------------- | ------------------- | --------------- | --------------- | --------------- | --------------------- | --------------------- | --------------------- | --------------- | --------------- | ------------ | ------- | ------ |
| Gaël Suter | mężczyźni   | 15.     | 12      | 4:36,674              | 17.                   | 8                     | 8.                  | 26                  | 1:04,433        | 13.             | 16              | 12,981                | 5.                    | 32                    | 1               | 13.             | 95           | 12.     | [ 19 ] |

Wyścig na dochodzenie drużynowy
| Zawodnik                                              | Konkurencja | Kwalifikacje | Kwalifikacje | Pierwsza runda    | Pierwsza runda | Finał            | Finał |
| Zawodnik                                              | Konkurencja | Czas         | M.           | Przeciwnik Wynik  | M.             | Przeciwnik Wynik | M.    |
| ----------------------------------------------------- | ----------- | ------------ | ------------ | ----------------- | -------------- | ---------------- | ----- |
| Olivier Deer Silvan Dillier Thery Schir Cyrile Thiery | mężczyźni   | 4:03,845     | 7.           | Niemcy · 4:03,580 | 6.             | Chiny · 4:01,786 | 7.    |

#### Kolarstwo górskie
| Zawodnik           | Konkurencja       | Czas    | Pozycja | Źródło |
| ------------------ | ----------------- | ------- | ------- | ------ |
| Jolanda Neff       | cross-country (k) | 1:32:43 | 6.      | [ 21 ] |
| Linda Indergand    | cross-country (k) | 1:33:27 | 8.      | [ 21 ] |
| Nino Schurter      | cross-country (m) | 1:33:28 | złoto   | [ 21 ] |
| Matthias Flückiger | cross-country (m) | 1:35:52 | 6.      | [ 21 ] |
| Lars Forster       | cross-country (m) | DNF     | DNF     | [ 21 ] |

#### Kolarstwo BMX
| Zawodniczka | Konkurencja | Eliminacje | Eliminacje | Ćwierćfinał | Ćwierćfinał | Półfinał | Półfinał | Finał | Finał   | Źródło |
| Zawodniczka | Konkurencja | Wynik      | Miejsce    | Wynik       | Miejsce     | Wynik    | Miejsce  | Wynik | Miejsce | Źródło |
| ----------- | ----------- | ---------- | ---------- | ----------- | ----------- | -------- | -------- | ----- | ------- | ------ |
| David Graf  | mężczyźni   | 34,678     | 2.         | 14          | 4.          | 22       | 14.      | NQ    | NQ      | [ 22 ] |

### Lekkoatletyka
Mężczyźni
Konkurencje biegowe
| Zawodnik             | Konkurencja        | Eliminacje | Eliminacje | Półfinał | Półfinał | Finał   | Finał   | Źródło |
| Zawodnik             | Konkurencja        | Wynik      | Miejsce    | Wynik    | Miejsce  | Wynik   | Miejsce | Źródło |
| -------------------- | ------------------ | ---------- | ---------- | -------- | -------- | ------- | ------- | ------ |
| Kariem Hussein       | 400 m przez płotki | 49,80      | 31.        | NQ       | NQ       | NQ      | NQ      | [ 23 ] |
| Tadesse Abraham      | maraton            | N/A        | N/A        | N/A      | N/A      | 2:11:42 | 7.      | [ 24 ] |
| Christian Kreienbuhl | maraton            | N/A        | N/A        | N/A      | N/A      | 2:21:13 | 76.     | [ 24 ] |

Kobiety
Konkurencje biegowe
| Zawodnik                                              | Konkurencja           | Eliminacje | Eliminacje | Ćwierćfinał | Ćwierćfinał | Półfinał | Półfinał | Finał   | Finał   | Źródło        |
| Zawodnik                                              | Konkurencja           | Wynik      | Miejsce    | Wynik       | Miejsce     | Wynik    | Miejsce  | Wynik   | Miejsce | Źródło        |
| ----------------------------------------------------- | --------------------- | ---------- | ---------- | ----------- | ----------- | -------- | -------- | ------- | ------- | ------------- |
| Mujinga Kambundji                                     | 100 m                 | N/A        | N/A        | 11,19       | 10.         | 11,16    | 14.      | NQ      | NQ      | [ 25 ] [ 26 ] |
| Mujinga Kambundji                                     | 200 m                 | 22,78      | 16.        | N/A         | N/A         | 22,83    | 16.      | NQ      | NQ      | [ 27 ] [ 28 ] |
| Selina Büchel                                         | 800 m                 | 1:59,00    | 4.         | N/A         | N/A         | 1:59,35  | 8.       | NQ      | NQ      | [ 29 ] [ 30 ] |
| Maja Neuenschwander                                   | maraton               | N/A        | N/A        | N/A         | N/A         | N/A      | N/A      | 2:34:27 | 29.     | [ 31 ]        |
| Clélia Reuse                                          | 100 m przez płotki    | 12,91      | 19.        | N/A         | N/A         | 12,96    | 16.      | NQ      | NQ      | [ 32 ] [ 33 ] |
| Petra Fontanive                                       | 400 m przez płotki    | 56,80      | 30.        | N/A         | N/A         | NQ       | NQ       | NQ      | NQ      | [ 34 ]        |
| Lea Sprunger                                          | 400 m przez płotki    | 56,58      | 25.        | N/A         | N/A         | NQ       | NQ       | NQ      | NQ      | [ 34 ]        |
| Fabienne Schlumpf                                     | 3000 m z przeszkodami | 9:30,54    | 15.        | N/A         | N/A         | N/A      | N/A      | 9:59,30 | 18.     | [ 35 ]        |
| Ajla Del Ponte Sarah Atcho Ellen Sprunger Salomé Kora | sztafeta 4 × 100 m    | 43,12      | 12.        | N/A         | N/A         | N/A      | N/A      | NQ      | NQ      | [ 36 ]        |

Konkurencje techniczne
| Zawodniczka    | Konkurencja   | Kwalifikacje | Kwalifikacje | Finał | Finał   | Źródło |
| Zawodniczka    | Konkurencja   | Wynik        | Miejsce      | Wynik | Miejsce | Źródło |
| -------------- | ------------- | ------------ | ------------ | ----- | ------- | ------ |
| Angelica Moser | skok o tyczce | 4,45         | 23.          | NQ    | NQ      | [ 37 ] |
| Nicole Büchler | skok o tyczce | 4,55         | 8.           | 4,70  | 6.      | [ 37 ] |

### Pływanie
Mężczyźni
| Zawodnik            | Konkurencja      | Eliminacje | Eliminacje | Półfinał | Półfinał | Finał | Finał   | Źródło |
| Zawodnik            | Konkurencja      | Czas       | Miejsce    | Czas     | Miejsce  | Czas  | Miejsce | Źródło |
| ------------------- | ---------------- | ---------- | ---------- | -------- | -------- | ----- | ------- | ------ |
| Alexandre Haldemann | 200 m dowolnym   | 1:49,94    | 38.        | NQ       | NQ       | NQ    | NQ      | [ 38 ] |
| Yannick Käser       | 100 m klasycznym | 1:00,71    | 24.        | NQ       | NQ       | NQ    | NQ      | [ 39 ] |
| Yannick Käser       | 200 m klasycznym | 2:11,77    | 20.        | NQ       | NQ       | NQ    | NQ      | [ 40 ] |
| Jérémy Desplanches  | 200 m zmiennym   | 1:59,67    | 12.        | 2:00,38  | 13.      | NQ    | NQ      | [ 41 ] |
| Jérémy Desplanches  | 400 m zmiennym   | 4:15,46    | 13.        | N/A      | N/A      | NQ    | NQ      | [ 42 ] |

Kobiety
| Zawodniczka                                                        | Konkurencja       | Eliminacje | Eliminacje | Półfinał | Półfinał | Finał | Finał   | Źródło |
| Zawodniczka                                                        | Konkurencja       | Czas       | Miejsce    | Czas     | Miejsce  | Czas  | Miejsce | Źródło |
| ------------------------------------------------------------------ | ----------------- | ---------- | ---------- | -------- | -------- | ----- | ------- | ------ |
| Alexandra Touretski                                                | 50m dowolnym      | 25,66      | 41.        | NQ       | NQ       | NQ    | NQ      | [ 43 ] |
| Maria Ugolkova                                                     | 100 m dowolnym    | 54,85      | 23.        | NQ       | NQ       | NQ    | NQ      | [ 44 ] |
| Martina van Berkel                                                 | 200 m grzbietowym | 2:13,46    | 24.        | NQ       | NQ       | NQ    | NQ      | [ 45 ] |
| Martina van Berkel                                                 | 200 m motylkowym  | 2:08,00    | 11.        | 2:07,90  | 12.      | NQ    | NQ      | [ 46 ] |
| Danielle Villars                                                   | 100m motylkowym   | 59,45      | 27.        | NQ       | NQ       | NQ    | NQ      | [ 47 ] |
| Maria Ugolkova                                                     | 200 m zmiennym    | 2:13,77    | 19.        | NQ       | NQ       | NQ    | NQ      | [ 48 ] |
| Martina van Berkel                                                 | 400 m zmiennym    | 4:15,12    | 24.        | N/A      | N/A      | NQ    | NQ      | [ 49 ] |
| Maria Ugolkova Alexandra Touretski Danielle Villars Noemi Girardet | 4 × 100m dowolnym | 3:41,02    | 14.        | N/A      | N/A      | NQ    | NQ      | [ 50 ] |

### Pływanie synchroniczne
| Zawodnik                  | Konkurencja | Eliminacje                    | Eliminacje                    | Eliminacje                 | Eliminacje                 | Eliminacje         | Eliminacje         | Finał         | Finał         | Finał  | Finał   | Źródło |
| Zawodnik                  | Konkurencja | Eliminacje - runda techniczna | Eliminacje - runda techniczna | Eliminacje - runda dowolna | Eliminacje - runda dowolna | Eliminacje - Razem | Eliminacje - Razem | Runda dowolna | Runda dowolna | Razem  | Razem   | Źródło |
| Zawodnik                  | Konkurencja | Punkty                        | Miejsce                       | Punkty                     | Miejsce                    | Punkty             | Miejsce            | Punkty        | Miejsce       | Punkty | Miejsce | Źródło |
| Sophie Giger Sascia Kraus | Duety       | 83,3366                       | 13.                           | 83,5667                    | 14.                        | 166,9033           | 14.                | NQ            | NQ            | NQ     | NQ      | [ 51 ] |

#### Siatkówka plażowa
| Zawodnik                          | Konkurencja | Faza grupowa                       | Faza grupowa                                      | Faza grupowa                                      | Pozycja | Play-off         | 1/8                                            | Ćwierćfinały                            | Półfinały        | Finał/3.miejsce  | Finał/3.miejsce | Źródło |
| Zawodnik                          | Konkurencja | Przeciwnik Wynik                   | Przeciwnik Wynik                                  | Przeciwnik Wynik                                  | Pozycja | Przeciwnik Wynik | Przeciwnik Wynik                               | Przeciwnik Wynik                        | Przeciwnik Wynik | Przeciwnik Wynik | Pozycja         | Źródło |
| --------------------------------- | ----------- | ---------------------------------- | ------------------------------------------------- | ------------------------------------------------- | ------- | ---------------- | ---------------------------------------------- | --------------------------------------- | ---------------- | ---------------- | --------------- | ------ |
| Isabelle Forrer Amouk Vergé-Dépré | kobiety     | Wang Yue 1:2 (22-24, 21-18, 12-15) | Artacho del Solar Laird 2:1 (19-21, 21-16, 21-19) | Ross Walsh-Jennings 1:2 (13-21,24-22, 12-15)      | 3.      | N/A              | Meppelink van Iersel 2:1 (19-21, 21-13, 15-10) | França Talita 1:2 (23-21, 25-27, 13-15) | NQ               | NQ               | 5.              | [ 52 ] |
| Joana Heidrich Nadine Zumkehr     | kobiety     | Borger Büthe 2:0 (21-12, 21-16)    | Bansley Pavan 0:2 (18-21, 18-21)                  | van der Vlist van Gestel 2:1 (17-21, 21-11, 15-8) | 2.      | N/A              | Ludwig Walkenhorst 0:2 (19-21, 10-21)          | NQ                                      | NQ               | NQ               | 9.              | [ 52 ] |

### Strzelectwo
Mężczyźni
| Zawodnik       | Konkurencja                        | Kwalifikacje | Kwalifikacje | Półfinał | Półfinał | Finał | Finał   | Źródło |
| Zawodnik       | Konkurencja                        | Wynik        | Pozycja      | Wynik    | Pozycja  | Wynik | Pozycja | Źródło |
| -------------- | ---------------------------------- | ------------ | ------------ | -------- | -------- | ----- | ------- | ------ |
| Jan Lochbihler | karabin małokalibrowy leżąc        | 623,0        | 14.          | N/A      | N/A      | NQ    | NQ      | [ 53 ] |
| Jan Lochbihler | karabin małokalibrowy trzy pozycje | 1166         | 30.          | N/A      | N/A      | NQ    | NQ      | [ 53 ] |

Kobiety
| Zawodnik              | Konkurencja                        | Kwalifikacje | Kwalifikacje | Półfinał | Półfinał | Finał | Finał   | Źródło |
| Zawodnik              | Konkurencja                        | Wynik        | Pozycja      | Wynik    | Pozycja  | Wynik | Pozycja | Źródło |
| --------------------- | ---------------------------------- | ------------ | ------------ | -------- | -------- | ----- | ------- | ------ |
| Heidi Diethelm Gerber | Pistolet pneumatyczny 10 m         | 376          | 35.          | NQ       | NQ       | NQ    | NQ      | [ 54 ] |
| Heidi Diethelm Gerber | pistolet sportowy 25 m             | 582          | 7.           | 17       | 4.       | 8     | brąz    | [ 54 ] |
| Sarah Hornung         | karabin pneumatyczny 10 m          | 414,3        | 21.          | N/A      | N/A      | NQ    | NQ      | [ 54 ] |
| Nina Christen         | karabin pneumatyczny 10 m          | 414,7        | 16.          | N/A      | N/A      | NQ    | NQ      | [ 54 ] |
| Nina Christen         | karabin małokalibrowy trzy pozycje | 586          | 2.           | N/A      | N/A      | 414,8 | 6.      | [ 54 ] |

### Szermierka
| Zawodnik                                   | Konkurencja                   | 1/32             | 1/16             | 1/8              | Ćwierćfinały     | Półfinały        | Finał/3.miejsce            | Finał/3.miejsce | Źródło |
| Zawodnik                                   | Konkurencja                   | Przeciwnik Wynik | Przeciwnik Wynik | Przeciwnik Wynik | Przeciwnik Wynik | Przeciwnik Wynik | Przeciwnik Wynik           | Pozycja         | Źródło |
| ------------------------------------------ | ----------------------------- | ---------------- | ---------------- | ---------------- | ---------------- | ---------------- | -------------------------- | --------------- | ------ |
| Max Heinzer                                | szpada mężczyzn indywidualnie | BYE              | Pizzo W 15-11    | Anochin W 15-7   | Park P 4-15      | NQ               | NQ                         | NQ              | [ 55 ] |
| Fabian Kauter                              | szpada mężczyzn indywidualnie | BYE              | Gerej W 15-9     | Borel P 14-15    | NQ               | NQ               | NQ                         | NQ              | [ 55 ] |
| Benjamin Steffen                           | szpada mężczyzn indywidualnie | BYE              | Pryor W 15-14    | Nikiszyn W 15-14 | Borel W 15-10    | Park P 9-15      | Grumier P 11-15            | 4.              | [ 55 ] |
| Max Heinzer Fabian Kauter Benjamin Steffen | szpada drużynowo              | N/A              | N/A              | N/A              | Włochy · P 32-45 | Rosja · W 45-28  | Korea Południowa · P 36-45 | 6.              | [ 58 ] |
| Tiffany Géroudet                           | szpada indywidualnie kobiet   | Costa P 13-15    | NQ               | NQ               | NQ               | NQ               | NQ                         | NQ              | [ 59 ] |

### Tenis ziemny
| Zawodnik                        | Konkurencja | 1/32                        | 1/16                                   | 1/8                                      | Ćwierćfinały          | Półfinały                                 | Finał                              | Finał   | Źródło |
| Zawodnik                        | Konkurencja | Przeciwnik Wynik            | Przeciwnik Wynik                       | Przeciwnik Wynik                         | Przeciwnik Wynik      | Przeciwnik Wynik                          | Przeciwnik Wynik                   | Pozycja | Źródło |
| ------------------------------- | ----------- | --------------------------- | -------------------------------------- | ---------------------------------------- | --------------------- | ----------------------------------------- | ---------------------------------- | ------- | ------ |
| Timea Bacsinszky                | singel (k)  | Zhang P 1-2 (7:6, 4:6, 6:7) | NQ                                     | NQ                                       | NQ                    | NQ                                        | NQ                                 | 33.     | [ 60 ] |
| Timea Bacsinszky Martina Hingis | debel       | N/A                         | Gawriłowa Stosur W 2-1 (6:4, 4:6, 6:2) | Mattek-Sands Vandeweghe W 2-0 (6:4, 6:4) | Chan W 2-0 (6:3, 6:0) | Hlaváčková Hradecká W 2-1 (5:7, 7:6, 6:2) | Makarowa Wiesnina P 0-2 (4:6, 4:6) | srebro  | [ 61 ] |

### Triathlon
| Zawodnik          | Konkurencja | Pływanie (1,5 km) | Zmiana 1 | Jazda na rowerze (40 km) | Zmiana 2 | Bieg (10 km) | Czas    | Pozycja | Źródło |
| ----------------- | ----------- | ----------------- | -------- | ------------------------ | -------- | ------------ | ------- | ------- | ------ |
| Nicola Spirig Hug | kobiety     | 19:12             | 0:54     | 1:01:26                  | 0:38     | 34:55        | 1:56:56 | srebro  | [ 62 ] |
| Jolanda Annen     | kobiety     | 19:19             | 0:51     | 1:01:27                  | 0:43     | 37:32        | 1:59:42 | 14.     | [ 62 ] |
| Andrea Salvisberg | mężczyźni   | 17:28             | 0:46     | 55:04                    | 0:38     | 34:00        | 1:47:56 | 16.     | [ 63 ] |
| Sven Riederer     | mężczyźni   | 17:48             | 0:49     | 56:03                    | 0:35     | 33:10        | 1:48:15 | 19.     | [ 63 ] |

### Wioślarstwo
| Zawodnik                                                       | Konkurencja | Eliminacje | Eliminacje | Repesaż | Repesaż | Ćwierćfinały | Ćwierćfinały | Półfinały | Półfinały       | Finał           | Finał      | Miejsce | Źródło               |
| Zawodnik                                                       | Konkurencja | Czas       | M.         | Czas    | M.      | Czas         | M.           | Czas      | M.              | Czas            | M.         | Miejsce | Źródło               |
| -------------------------------------------------------------- | ----------- | ---------- | ---------- | ------- | ------- | ------------ | ------------ | --------- | --------------- | --------------- | ---------- | ------- | -------------------- |
| Daniel Wiederkehr Michael Schmid                               | LM2x        | 6:29,95    | 3.         | 7:07,90 | 3.      | N/A          | N/A          | 7:22,15   | 1. Półfinał C/D | 6:42,57         | 1. Finał C | 13.     | [ 64 ]               |
| Nico Stahlberg Augustin Maillefer Roman Röösli Barnabé Delarze | M4x         | 5:51,52    | 3.         | 5:56,13 | 4.      | N/A          | N/A          | N/A       | N/A             | 6:11,18         | 1. Finał B | 7.      | [ 65 ]               |
| Lucas Tramer Simon Schürch Simon Niepmann Mario Gyr            | LM4-        | 6:03,52    | 3.         | N/A     | N/A     | N/A          | N/A          | 6:17,85   | 1.              | 6:20,51 Finał A | 1.         | złoto   | [ 66 ] [ 67 ] [ 68 ] |
| Jeannine Gmelin                                                | W1x         | 8:28,10    | 2.         | N/A     | N/A     | 7:29,66      | 2.           | 7:49,83   | 3. Półfinał A/B | 7:29,69         | 5. Finał A | 5.      | [ 69 ]               |

### Żeglarstwo
Kobiety
| Zawodnik                       | Konkurencja | Wyścig | Wyścig | Wyścig | Wyścig | Wyścig | Wyścig | Wyścig | Wyścig | Wyścig | Wyścig | Wyścig | Wyścig | Wyścig | Punkty | Finałowa pozycja | Źródło |
| Zawodnik                       | Konkurencja | 1      | 2      | 3      | 4      | 5      | 6      | 7      | 8      | 9      | 10     | 11     | 12     | M*     | Punkty | Finałowa pozycja | Źródło |
| ------------------------------ | ----------- | ------ | ------ | ------ | ------ | ------ | ------ | ------ | ------ | ------ | ------ | ------ | ------ | ------ | ------ | ---------------- | ------ |
| Linda Fahrni Maja Siegenthaler | 470         | 8      | 15     | 15     | 12     | 9      | 10     | 8      | 11     | 16     | 19     | N/A    | N/A    | NQ     | 104    | 14.              | [ 70 ] |

Mężczyźni
| Zawodnik                          | Konkurencja | Wyścig | Wyścig | Wyścig | Wyścig | Wyścig | Wyścig | Wyścig | Wyścig | Wyścig | Wyścig | Wyścig | Wyścig | Wyścig | Punkty | Finałowa pozycja | Źródło |
| Zawodnik                          | Konkurencja | 1      | 2      | 3      | 4      | 5      | 6      | 7      | 8      | 9      | 10     | 11     | 12     | M*     | Punkty | Finałowa pozycja | Źródło |
| --------------------------------- | ----------- | ------ | ------ | ------ | ------ | ------ | ------ | ------ | ------ | ------ | ------ | ------ | ------ | ------ | ------ | ---------------- | ------ |
| Mateo Sanz Lanz                   | RS:X        | 24     | 15     | 21     | 8      | 14     | 8      | 20     | 11     | 11     | 19     | 4      | 5      | NQ     | 136    | 14.              | [ 71 ] |
| Yannick Brauchli Romuald Hausser  | 470         | 11     | 4      | 19     | 7      | 10     | 10     | 8      | 22     | 15     | 8      | N/A    | N/A    | 2      | 94     | 9.               | [ 72 ] |
| Sébastien Schneiter Lucien Cujean | 49er        | 5      | 16     | 12     | 4      | 17     | 15     | 15     | 10     | 16     | 5      | 17     | 5      | NQ     | 120    | 13.              | [ 73 ] |

Open
| Zawodnik                       | Konkurencja | Wyścig | Wyścig | Wyścig | Wyścig | Wyścig | Wyścig | Wyścig | Wyścig | Wyścig | Wyścig | Wyścig | Wyścig | Wyścig | Punkty | Finałowa pozycja | Źródło |
| Zawodnik                       | Konkurencja | 1      | 2      | 3      | 4      | 5      | 6      | 7      | 8      | 9      | 10     | 11     | 12     | M*     | Punkty | Finałowa pozycja | Źródło |
| ------------------------------ | ----------- | ------ | ------ | ------ | ------ | ------ | ------ | ------ | ------ | ------ | ------ | ------ | ------ | ------ | ------ | ---------------- | ------ |
| Matías Bühler Nathalie Brugger | Nacra 17    | 1      | 6      | 6      | 19     | 11     | 18     | 10     | 7      | 5      | 5      | 1      | 10     | 20     | 100    | 7.               | [ 74 ] |

M = Wyścig medalowy